# Riccarda Ruetz
Riccarda Ruetz (19 aprile 2004) è una slittinista austriaca, specialista dello slittino su pista naturale.

## Palmarès

### Mondiali su pista naturale
- 2 medaglie:
  - 2 argenti (singolo e gara a squadre a Kühtai 2025)

### Europei su pista naturale
- 2 medaglie:
  - 2 argenti (singolo e gara a squadre a Valgiovo 2024)

### Mondiali juniores su pista naturale
- 4 medaglie:
  - 2 ori (singolo a Valgiovo 2022; singolo a Obdach 2024)
  - 2 argenti (singolo a Sankt Sebastian 2020; gara a squadre a Obdach 2024)

### Europei juniores su pista naturale
- 1 medaglia:
  - 1 argento (singolo a Valgiovo 2021)

### Coppa del Mondo su pista naturale

#### Gare individuali
- Miglior piazzamento in classifica generale: 2ª nel 2024
- 7 podi:
  - 6 secondi posti
  - 1 terzo posto

#### Gare di squadra
- 1 podio:
  - 1 secondo posto

## Statistiche

### Coppa del Mondo su pista naturale - Singolo
| Stagione | Età | Classifica | Gare | Vittorie | Podi | Punti |
| -------- | --- | ---------- | ---- | -------- | ---- | ----- |
| 2019     | 15  | 26ª        | 1    | 0        | 0    | 36    |
| 2020     | 16  | 18ª        | 3    | 0        | 0    | 127   |
| 2021     | 17  | 11ª        | 5    | 0        | 0    | 197   |
| 2022     | 18  | 14ª        | 3    | 0        | 1    | 143   |
| 2023     | 19  | 10ª        | 4    | 0        | 0    | 211   |
| 2024     | 20  | 2ª         | 7    | 0        | 6    | 570   |
| 2025     | 21  | 4ª         | 7    | 0        | 0    | 395   |
|          |     |            |      |          |      |       |
| Totale   | –   | –          | 30   | 0        | 7    | 1 679 |

### Campionati mondiali su pista naturale
- 2 medaglie – (2 argenti)

| Anno | Età | Località     | Singolo | Gara a squadre |
| ---- | --- | ------------ | ------- | -------------- |
| 2021 | 17  | Umhausen     | 9ª      | –              |
| 2023 | 19  | Nova Ponente | –       | –              |
| 2025 | 21  | Kühtai       | Argento | Argento        |

### Campionati europei su pista naturale
- 2 medaglie – (2 argenti)

| Anno | Età | Località | Singolo | Gara a squadre |
| ---- | --- | -------- | ------- | -------------- |
| 2020 | 16  | Mosca    | 7ª      | –              |
| 2022 | 18  | Lasa     | 8ª      | –              |
| 2024 | 20  | Valgiovo | Argento | Argento        |